# Loxops wolstenholmei
La akepa de Oahu (Loxops wolstenholmei) es una especie extinta de ave paseriforme de la familia Fringillidae endémica de la isla de Oahu en el archipiélago de Hawái. Durante mucho tiempo fue considerada una subespecie de la akepa de Hawái (Loxops coccineus), con el nombre de L. c. wolstenholmei, sin embargo las diferencias cromáticas y los hábitos de construcción del nido, además de los reciente análisis de ADN, han establecido la separación de la especie de Hawái y la elevación al rango de especies por derecho propio de la población de Oahu.

## Descripción
Median 10 cm de largo aproximadamente. El plumaje era de color rojo ladrillo en los machos y amarillo en las hembras. En ambos sexos, la parte dorsal era más oscura con fuertes matices de marrón oliva, los remiges primarios y la cola eran negruzcos, así como el pico y las patas, mientras que los ojos eran de color marrón oscuro.

## Extinción
Su tratamiento como subespecie de la akepa de Hawái impidió que se realizaran mayores estudios sobre la akepa de Oahu, sin embargo, estas aves sufrieron terriblemente durante el siglo xx debido a la destrucción de su hábitat, la competencia con especies introducidas en el archipiélago, y especialmente, por la llegada de nuevas enfermedades (viruela y malaria aviar), a las que no eran inmunes. Además de los individuos capturados para las descripciones científicas de la especie, respectivamente en 1825 y en 1893, el último avistamiento confirmado se remonta a 1900, cuando Perkins (un gran conocedor de la fauna del archipiélago y el proveedor de Rothschild) observó a dos individuos en Wahiawa, no se ha avistado desde entonces y actualmente la akepa de Oahu se considera extinta.